# Volvarina ampelusica
Volvarina ampelusica is een slakkensoort uit de familie van de Marginellidae. De wetenschappelijke naam van de soort is voor het eerst geldig gepubliceerd in 1906 door Monterosato.